# Heuilley-Cotton
Heuilley-Cotton foi uma antiga comuna francesa na região administrativa de Grande Leste, no departamento de Haute-Marne. Estendia-se por uma área de 10,09 km². Em 2010 a comuna tinha 277 habitantes (densidade: 27,5 hab./km²).
Em 1 de janeiro de 2016, passou a fazer parte da nova comuna de Villegusien-le-Lac.